# Vorrei ma non posso
Vorrei ma non posso (noto anche come Vorrei ma non posso. It's wedding time! o Vorrei ma non posso. Il film) è un docu-film del 2013 diretto da Enzo Facente.

## Trama
Il film racconta la campagna di sensibilizzazione, avvenuta nel giugno 2012 a Torino, sul matrimonio egualitario promossa dal Queever e dall’Associazione Quore. Il documentario fa proprie le istanze della campagna e ne continua il racconto attraverso la voce dei protagonisti, in particolare quelle di due coppie che si sono unite nel matrimonio simbolico celebrato a Torino il giorno del Pride 2012.